# Radmilo Ivančević
Radmilo Ivančević est un footballeur serbe né le 4 septembre 1950. Il évoluait au poste de gardien de but. Après sa carrière de joueur, il se lance dans une carrière d'entraîneur, poste où il officie pendant de nombreuses années.